# Terrorisme en France en 2023
Pour un article plus général, voir Chronologie des actes terroristes en France.
Cette page présente une chronologie des actes de terrorisme ou projets d'attentats en France durant l'année 2023 ainsi que des principaux événements en relation avec des attentats des années précédentes.

## Attentats
| Date                                         | Lieu                                 | Nombre de morts | Nombre de blessés | Description |
| -------------------------------------------- | ------------------------------------ | --------------- | ----------------- | --- |
| 07/02/2023 (Saisie du PNAT et revendication) | Corse                                | 0               | 0                 | Le PNAT (parquet national antiterroriste) se saisit d'une douzaine de dossiers d'incendies volontaires de maisons ou d'engins de chantiers revendiqués par le tag "GCC" (Ghjuventù clandestina corsa, signifiant : "Jeunesse clandestine corse"). L'organisation revendique le même jour 17 actions violentes contre des résidence secondaires ou des chantiers. Elle se présente comme "le bras armé d'un mouvement révolutionnaire " et assume "marcher dans les traces du FLNC". |
| 12/02/2023                                   | Pietrosella (Corse-du-Sud)           | 0               | 0                 | Deux résidences secondaires sont endommagées à Pietrosella, des tags siglés "GCC" sont retrouvés, le PNAT s'est saisi des enquêtes, tandis que la gendarmerie est chargée des investigations. |
| 01/03/2023                                   | Calenzana (Haute-Corse)              | 0               | 0                 | Une résidence secondaire à Calenzana est victime d’un incendie volontaire. Les démineurs retrouvent des restes de « mécaniques d'explosifs » et de bouteilles de gaz, ainsi que des tags de revendication du FLNC. Le PNAT se saisit du dossier. |
| 08/03/2023                                   | Ghisonaccia (Haute-Corse)            | 0               | 0                 | Une résidence secondaire est détruite à l'explosif à Ghisonaccia. Des tags de revendication "IFF" et "FLNC" sont retrouvés. |
| 17/03/2023                                   | Galeria (Corse-du-Sud)               | 0               | 0                 | Une résidence secondaire est détruite à l'explosif à Galeria. Des tags de revendication "GTY" (Gloire à toi Yvan) et "FLNC" sont retrouvés. Le PNAT est avisé et l'enquête confiée à la section de recherches de la gendarmerie. |
| 20/03/2023                                   | Alata et Villanova (Corse-du-Sud)    | 0               | 0                 | 3 villas en constructions sont détruites par une série d'explosions à quelques minutes d'intervalle, dans les communes d'Alata et Villanova. Des tags de revendication "Pà Yvan" et "FLNC" sont retrouvés, ainsi que des restes de bouteilles de gaz. Le PNAT est avisé et l'enquête confiées à la section de recherches de la gendarmerie,. |
| 21/03/2023 (Revendication)                   | Corse                                | 0               | 0                 | Le FLNC, dans un communiqué politique de 3 pages pour l’anniversaire de la mort d’Yvan Colonna, revendique un total de 17 actions violentes contre des résidences secondaires (dont celles D’Alata, Villanova, Galeria et Calenzana), et contre une entreprise de BTP et le siège de Total à Bastia (où 2 charges explosives avait été découvertes non explosées dans des extincteurs le 14 novembre 2022). Certaines des actions revendiquées le sont aussi par Ghjuventù Clandestina Corsa (GCC), ce que dénonce le FLNC. |
| 25/03/2023                                   | Alata (Corse-du-Sud)                 | 0               | 0                 | 2 maisons en construction sont visées par un attentat, dont une incendiée. Des tags de revendication sont retrouvés, dont "GCC". Le PNAT est avisé et l'enquête confiées à la section de recherches de la gendarmerie. |
| 26/03/2023                                   | Appietto (Corse-du-Sud)              | 0               | 0                 | La mairie d'Appietto est partiellement détruite par un incendie volontaire. Des tags de revendication "GCC" sont retrouvés. Le PNAT est avisé et l'enquête confiée à la section de recherches de la gendarmerie. L'attaque est unanimement condamnée par la classe politique corse. |
| 26/03/2023                                   | Prunelli di Fiumorbu (Haute-Corse)   | 0               | 0                 | Une résidence en construction est détruite par un mélange d'explosifs et une bouteille de gaz à Prunelli di Fiumorbu. Attaque revendiquée par le FLNC le 1er août 2023 |
| 09/04/2023                                   | Ajaccio, (Corse-du-Sud)              | 0               | 0                 | Dans la nuit du 9 au 10 avril, une résidence est visée par un attentat. Elle appartient à Simone Guerrini, ajointe à la culture à la mairie d'Ajaccio. La maison de 400 m2 était inhabitée au moment de l’attaque et a été entièrement incendiée. Des tags de revendication "GCC" et "Speculatori fora" ont été découverts. Le PNAT se saisit du dossier et les investigations sont confiées à la police judiciaire. |
| 23/04/2023                                   | Afa (Corse-du-Sud)                   | 0               | 0                 | Une entreprise travaillant pour le déploiement de la fibre est visée par des incendies volontaires. Des tags de revendication "GCC" sont retrouvés, une procédure pour destruction d'un bien d'autrui par moyen dangereux a été ouverte, et le PNAT s'est saisi du dossier. |
| 10/05/2023                                   | Coti-Chiavari (Corse-du-Sud)         | 0               | 0                 | Une résidence secondaire est détruite à l'explosif, suivi d'un incendie à Coti-Chiavari. Des tags de revendication "Ghjuventù in lotta" (Jeunesse en difficulté) et "GCC" sont retrouvés. Le PNAT est avisé et l'enquête confiée à la section de recherches de la gendarmerie. |
| 17/05/2023                                   | Corte (Haute-Corse)                  | 0               | 0                 | L'agence de la Société Générale de Corte est visée par un attentat à l'explosif. La devanture est entièrement détruite ainsi que les vitrines des commerces environnants. 30 habitants de l'immeuble ont du être évacué le temps de l'intervention des pompiers et des démineurs. L'enquête révèle qu'un mélange d'explosifs et une bouteille de gaz ont été utilisés. Deux tags de revendication "FLNC" ont été retrouvé. |
| 28/06/2023                                   | Pietrosella (Corse-du-Sud)           | 0               | 0                 | La mairie annexe de Pietrosella est endommagée par un incendie volontaire. Des tags de revendication "GCC in lotta" et "Béton basta !" ont été retrouvés. Le PNAT se saisit du dossier et les investigations sont confiées à la Brigade de recherches d'Ajaccio et à la Section de recherches de la Gendarmerie de Corse. |
| 03/07/2023                                   | Bastia (Haute-Corse)                 | 0               | 0                 | Un attentat avec un mélange d'explosif artisanal couplé à une bouteille de gaz de 13 kg vise une villa en construction à l'entrée de Bastia. Les dégâts sont mineurs. Des tags de revendication "FLNC" et "Libertà" sont retrouvés. Le PNAT s'est saisi de l'enquête. |
| 27/07/2023 (Revendication)                   | Bretagne                             | 0               | 0                 | Dans une lettre adressée à plusieurs media, un groupe se réclamant du Front de Libération de la Bretagne (FLB) revendique 6 actions violentes (incendies et dégradations de résidences secondaires) en « représailles » face à l’«État colonial français». Ils évoquent également la pression foncière et appellent à la commission de nouvelles actions violentes,. |
| 01/08/2023 (Revendication)                   | Corse                                | 0               | 0                 | Dans un nouveau communiqué politique indépendantiste, le FLNC revendique 16 attentats contre des villas, des banques et un véhicule de CRS depuis 2021. Certaines actions ont été attribuées à d’autres groupes, mais le FLNC affirme que les militants les auraient rejoints depuis. Le PNAT ouvre une enquête des le 3 aout pour « association de malfaiteurs en vue de la préparation d'actes de terrorisme »,. |
| 18/08/2023                                   | Propriano (Corse-du-Sud)             | 0               | 0                 | Une maison en construction est visée par plusieurs départs de feu volontaires à Propriano. Des tags de revendication "GTY" "FLNC" ont été retrouvés. Le PNAT s'est saisi du dossier. |
| 25/09/2023                                   | Ensuès-la-Redonne (Bouches-du-Rhône) | 0               | 0                 | Dans la nuit du 24 au 25 septembre, une villa inoccupée est détruite par 2 explosions suivies d'un incendie à Ensuès-la-Redonne, près de Marseille. Des tags de revendication "GCC" et d'une corse stylisée sont retrouvés. Un individu de 22 ans est arrêté dès le 25 septembre et mis en examen pour « association de malfaiteurs en vue de commettre des actes de terrorisme et de destruction du bien d'autrui par un moyen dangereux pour les personnes en relation avec une entreprise terroriste ». Les investigations sont menées par la SDAT,. |
| 08/10/2023                                   | Corse                                | 0               | 2                 | Dans la nuit du 8 au 9 octobre 2023, 22 attentats ou tentatives d’attentats ont lieu dans toute la Corse. Ce sont majoritairement des résidences secondaires et des villas qui sont visées, dont certaines en construction. Cette nouvelle « Nuit bleue » intervient en pleines négociations sur l’autonomie de la région. Dans le détail : - 13 résidences ont été détruites ou endommagées par des explosions à Villanova, Tavaco, Alata, Lecci (3 villas), Lucciana, Santa-Riparata-di-Balagna, et Brando (5 villas, entrainant l’évacuation d’un quartier) - 4 résidences en construction été détruites ou endommagées par des explosions à Bastelicaccia, Sainte-Lucie de Moriani et Folelli (2 villas) - À Ajaccio, c’est l’ancien centre des impôts qui a été ciblé. - À Ghisonaccia, un extincteur rempli d'un mélange explosif, et couplé à un dispositif d'allumage, a été retrouvé et désamorcé par les démineurs, ainsi qu’une autre charge retrouvée ultérieurement. - Des actions ont également été signalées à Vico, Viggianello, et Sainte-Lucie-de-Porto-Vecchio. - À Coti-Chiavari, une villa habitée a été endommagée, mais sans faire de blessés. Les 2 habitants ont été tout de même évacués par les secours très choqués psychologiquement. Selon le parquet de Corse-du-Sud, « les dégradations par incendie et explosions auraient été commises par utilisation de différents procédés, : de l’explosif, des bombonnes de gaz, du nitrate, parfois ces différents procédés étant eux-mêmes associés ». Le FLNC revendique ces actions dans un communiqué et des tags sont retrouvé sur les sites de Villanova et Lecci. Le PNAT se saisit du dossier,. |
| 13/10/2023                                   | Arras (Pas-de-Calais)                | 1               | 3                 | Assassinat de Dominique Bernard : Un ancien élève du lycée Gambetta-Carnot d’Arras âgé de 20 ans, fiché S pour radicalisation, s'introduit dans l'établissement avec un couteau, et poignarde mortellement un professeur, et en blesse un autre ainsi que deux agents d'entretien. Il est arrêté par les forces de l'ordre. Contrôlé la veille de l'attaque et surveillé par la DGSI, rien ne suggérait un passage à l'acte imminent selon les renseignements. Le PNAT s'est saisi et a ouvert une enquête des chefs "d'assassinat en relation avec une entreprise terroriste", de "tentative d’assassinat en relation avec une entreprise terroriste" et "d'association de malfaiteurs terroriste en vue de préparer des crimes d’atteinte aux personnes". Une vidéo de revendication est retrouvée sur le téléphone de l'assaillant où il prête allégeance au groupe terroriste Etat islamique. |
| 02/12/2023                                   | Paris                                | 1               | 2                 | Attentat du pont de Bir-Hakeim : Un homme armé d'un couteau et d'un marteau a attaqué un groupe de touristes et tué un Allemand avant de s'enfuir et de s'attaquer à d'autres personnes et de blesser deux d'entre eux. L'assaillant a ensuite été arrêté par la police grâce à un tir de pistolet à impulsions électriques. Il a reconnu faire cette attaque pour ''venger la mort des musulmans en Palestine'' et accuse la France d'être ''complice des massacres faits par Israël'', une vidéo où il prête allégeance au groupe terroriste Etat Islamique est retrouvée dans son téléphone. Le terroriste, souffrant de graves pathologies psychiatriques, était fiché S et avait effectué 4 ans de prison en 2016 pour projet terroriste. Il avait également eu contact avec le terroristes des attentats de Magnanville et de Saint-Étienne-du-Rouvray. |
| 25/12/2023                                   | Lucciana (Haute-Corse)               | 0               | 0                 | Une maison en construction est visée par un attentat à l'explosif à Lucciana. Des tags de revendication dont "FLNC" sont retrouvés. Le PNAT se saisit du dossier. |

## Tentatives et suspicions d'attentats déjouées
| Date                                                   | Lieu                                | Description |
| ------------------------------------------------------ | ----------------------------------- | --- |
| 22/03/2023                                             | Afa (Corse-du-Sud)                  | Dans la nuit du 22 au 23 mars, la mairie d’Afa est la cible d’une tentative d’attentat, un incendie est allumé et une bouteille de gaz est retrouvée devant l'entrée. Un tag de revendication « GCC » ( Ghjuventu clandestina corsa) est découvert. Le PNAT est avisé et les investigations sont confiées à la brigade recherche d'Ajaccio et à la section recherches de la gendarmerie. |
| 04/04/2023                                             | Rosenau (Haut-Rhin)                 | Un individu de 14 ans est arrêté chez lui par la DGSI. Il est soupçonné de préparer un attentat et d’être un partisan de l’État islamique. Il avait commencé la confection d’explosif, du TATP. |
| 23/05/2023                                             | Bastia (Haute-Corse)                | Deux militants nationalistes de Ghjuventù Libera, le mouvement de jeunesse du parti indépendantiste Corsica Libera, sont interpelés par la BRI et la SDAT à Bastia dans le cadre d'une information judiciaire du PNAT. Le mouvement indépendantiste dénonce des "répressions" de la part « d'un pouvoir colonial de plus en plus oppressant » et exige la libération de ces membres,. Après 48h de garde-à-vue, les deux militants sont relâchés sans qu'aucune charge n'a été retenue contre eux. |
| Mars et juin 2023                                      | Seine-Saint-Denis et Alpes-Martimes | Après un travail d'enquête et de renseignement, notamment sur les réseaux sociaux, la DGSI interpelle un étudiant en droit de 21 ans et un lycéen de 17 ans, tous deux radicalisés. Ils sont soupçonnés de préparer un attentat terroriste, des armes blanches et un écusson arborant les attributs de l'organisation État islamique sont retrouvés chez le lycéen, ainsi que le plan d'une église parisienne.                                                                                     |
| 26/06/2023                                             | Corse                               | Huit personnes sont arrêtées par la police judiciaire et la Sous-Direction Antiterroriste (SDAT) dans le cadre d'une enquête diligentée par le PNAT. Des militants de Corsica Libera figureraient parmi les personnes interpelées. |
| Fin aout, début septembre 2023                         | Joué-lès-Tours, (Indre-et-Loire)    | Trois jeunes radicalisés, âgés de 15 à 16 ans, ont été interpellés par la DGSI après avoir testé des explosifs artisanaux et projeté des actions violentes. Tous 3 consommaient et diffusaient de la propagande djihadiste sur internet, et l'un d'eux avait prêté allégeance à l'État Islamique et voulait se rendre en Syrie. |
| Septembre 2023 (ouverture de l'information judiciaire) |                                     | Entre septembre 2023 et le 26 avril 2024, 6 individus d'ultradroite proche des suprémacistes blancs sont arrêtés et mis en examen pour association de malfaiteurs terroriste criminelle, acquisition et détention d'armes de catégorie B en relation avec une entreprise terroriste, ainsi qu'acquisition et détention d'armes de catégorie C, suspectés d'avoir préparé des attentats contre des mosquées et des concerts antifascistes.                                                          |
| 19 septembre 2023                                      | Hauts-de-France                     | Un individu proche de la mouvance d'ultra-droite, ainsi que celles des incels est arrêté par la DGSI. Il est soupçonné de préparer un attentat, des substances pouvant servir à la fabrication d'explosifs ont été saisies chez lui. |
| 22 septembre 2023                                      | Nice (Alpes-Maritimes)              | Un individu de 29 ans est arrêté par la DGSI à Nice, il est défavorablement connu pour des délits mineurs et pour radicalisation, et une arme est retrouvée chez lui. Le PNAT ouvre une enquête pour "entreprise individuelle terroriste" et "infraction à la législation sur les armes en lien avec une entreprise terroriste". L'idéologie du suspect est pour l'heure inconnue. |
| 19 octobre (mise en examen)                            | Seine-et-Marne                      | Un individu de 16 ans est mis en examen quelques jours après son arrestation pour un projet d'action violente terroriste au nom du groupe État Islamique. Il a été en contact avec un autre homme de 18 ans d'origine tchétchène incarcéré depuis juillet. Ils auraient tous deux prévu de s'en prendre à des cibles ayant, selon eux, commis des blasphèmes contre l'islam. |
| 18 novembre                                            | Bretagne et sud de la France        | Dix personnes de 17 à 60 ans, sont arrêtées par la DGSI essentiellement en Bretagne et dans le sud de la France, dans une enquête du PNAT. Quatre d'entre elles sont mises en examen. Ces personnes font partie de la mouvance survivaliste et d'extrême droite et tenaient des propos "extrêmement hostiles à l'égard des immigrés, des juifs". Plus d'une centaine d'armes ou munitions ont été saisies à leurs domiciles.                                                                       |
| 22 décembre                                            | Meurthe-et-Moselle                  | 5 personnes, dont une en lien avec la mouvance salafiste, sont arrêtées dans le cadre d'une enquête ouverte pour "association de malfaiteurs terroriste criminelle" par le PNAT. Elles ont été soupçonnées d'effectuer des repérages sur les marchés de Noël pour y planifier une action violente, mais elles sont relâchées sans poursuite au terme de leur garde à vue. |

## Attaque dont la motivation terroriste est débattue ou non prouvée
| Date        | Lieu                  | Nombre de morts | Nombre de blessés | Description |
| ----------- | --------------------- | --------------- | ----------------- | --- |
| 22 mai 2023 | Tours (Indre-et-Loir) | 0               | 0                 | Le 22 mai 2023, vers 15h30, un individu lance une bombe artisanale à l'intérieur du centre LGBTI+ de Touraine alors que deux salariés et un bénévole s'y trouvaient. Personne n'a été blessé dans l'explosion. C'est la sixième attaque subie par le centre en l'espace de 6 mois. Le suspect est un adolescent intégriste chrétien et dit avoir agi par LGBTphobie,. Cependant ni le parquet de Tours ni les médias ne qualifient l'attaque de terroriste malgré les insistances de nombreux internautes à le reconnaitre comme tel. |
| 08/06/2023  | Annecy (Haute-Savoie) | 0               | 6                 | Attaque au couteau à Annecy : Le 8 juin 2023, une tentative de tuerie de masse, survient à Annecy. Un individu poignarde six personnes — dont quatre enfants en bas âge — sur les bords du lac d'Annecy au sein et autour d'une aire de jeux. Le PNAT est associé à l’enquête et est présent sur les lieux, mais il ne s’est pour l’heure pas saisi des faits. Bien qu'ayant revendiqué sont geste au nom de Jésus-Christ et avoir exhibé des symboles chrétiens, « aucun mobile terroriste apparent » ne ressort de l'enquête selon la procureure de la République d’Annecy, Line Bonnet-Mathis,. Après sa garde à vue, le suspect est mis en examen pour « tentatives d’assassinat » et « rébellion avec arme » et placé en détention provisoire. |
| 11/11/23    | Lyon                  | 0               | 7                 | Le 11 novembre, une dizaine de personnes cagoulées, armées de mortiers d'artifice et de barres de fer tente d'enfoncer la porte de la Maison des passages où se déroule une conférence sur la situation à Gaza. Une centaine de personnes sont présentes, dont des enfants et des personnes âgées, et 7 seront blessées dont 3 hospitalisées. L'attaque est revendiquée par le groupe néonazie "Guignol Squad", coutumiers de violences à Lyon. Le 7 février 2024, 8 personnes sont arrêtées à la demande d'un juge d'instruction par des agents de la police judiciaire et de l'antiterrorisme. Leur garde-a-vue dure donc 96 heures comme c'est l'usage dans les affaires de terrorisme,.                                                         |

## Procès
- 5 janvier : ouverture du procès devant la cour d'assises spéciale de Clément Baurt et Mahiedine Merabet, arrêtés le 18 avril 2017 à Marseille alors qu'ils étaient suspectés de préparer des attentats[58]
- 17 février : condamnations à l'issue du procès (ouvert le 8 septembre 2022[59]) du groupe d'ultradroite "Les Barjols" pour un projet d'assassinat à l'encontre du Président de la République française Emmanuel Macron ; sur les 13 accusés, 9 sont relaxés ; 3 sont condamnés pour association de malfaiteurs terroristes : Jean-Pierre Bouyer, ancien numéro 2 des Barjols, écope de 4 ans de prison dont 1 avec sursis ; Mickaël Iber de 4 ans d'emprisonnement dont 2 avec sursis ; David Gasparrini de 3 ans dont 2 avec sursis ; un quatrième individu est condamné à 6 mois de prison avec sursis uniquement pour détention et cession d'arme de catégorie C, ce qui n'est pas une infraction terroriste[60].
- 3-27 octobre : Procès au Tribunal Judiciaire de Paris de l'affaire du 8 décembre 2020, dit "dossier des punks à chiens", au cours duquel les 7 personnes inculpées sont condamnées pour "association de malfaiteurs terroriste" malgré l'absence de projet terroriste[61], les soupçons de malfaçon concernant certaines pièces jointes au dossier (produits par des agents de la DGSI qui ne se sont pas présentés lorsqu'ils ont été convoqués pour témoigner[62]), et la condamnation de l'État français par le tribunal administratif concernant des traitements illégaux subis par deux inculpés au cours de la procédure[63],[64].
- 11 octobre : Jugé pour complicité dans le double assassinat du 13 juin 2016 à Magnanville, Mohamed Lamine Aberouz est condamné à la réclusion criminelle à perpétuité, assortie d'une peine de sûreté de 22 ans[65], peine dont il fait appel[66].
- 31 octobre : Dans le procès de l'attaque au couteau 12 mai 2018, qui fit un mort et quatre blessés près de l'Opéra de Paris, Abdoul-Hakim Anaiev est jugé pour complicité avec le jihadiste franco-russe Khamzat Azimov (abattu peu après l'attentat), pour l'avoir influencé idéologiquement, et condamné par la cour d'assises spéciales de Paris à 10 ans de réclusion criminelle assortie d'une période de sûreté des deux tiers. Il est également condamné à trois ans de suivi socio-judiciaire[67].
- 27 novembre : ouverture du procès des cinq mineurs jugés pour complicité dans l'assassinat de Samuel Paty et de la mineure jugée pour dénonciation calomnieuse[68].

## Mémoire et aide aux victimes
- 13 novembre : une plaque en souvenir des victimes de l'explosion commise près du restaurant Mc Donald's de Saint-Denis est dévoilée impasse de la Cokerie[69].